# Duderstadt

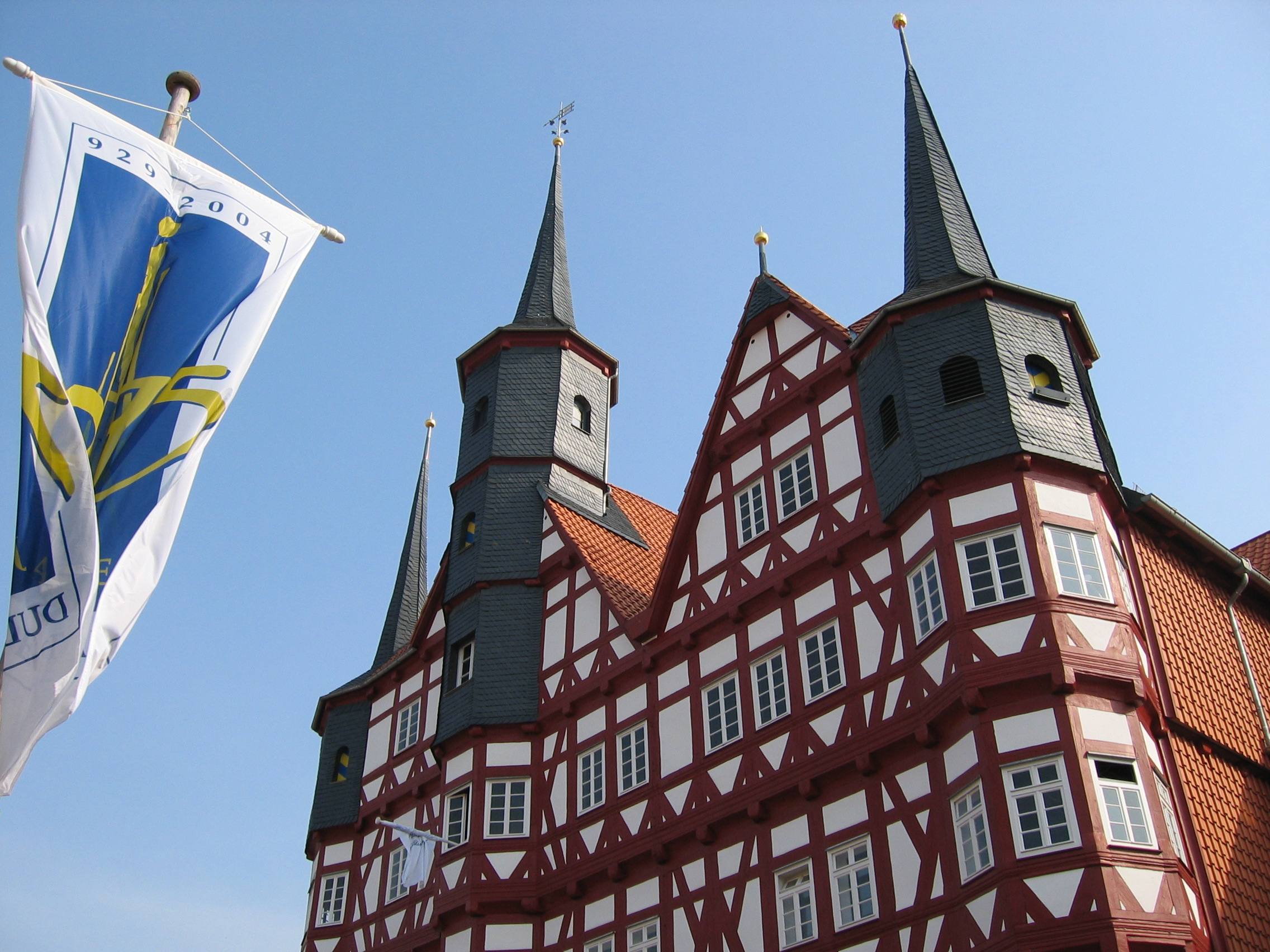
Ratusz w Duderstadt

Duderstadt − miasto niemieckie leżące w kraju związkowym Dolna Saksonia w powiecie Getynga. 31 grudnia 2008 roku miasto liczyło 22 114 mieszkańców.
Pierwsza wzmianka o mieście w dokumentach pisanych pojawiła się w roku 929 i pod tą datą miasto świętuje kolejne rocznice swego istnienia. Znajdują się tu dwa gotyckie kościoły: rzymskokatolicka bazylika św. Cyriaka i luterański kościół św. Serwacego.

Duderstadt
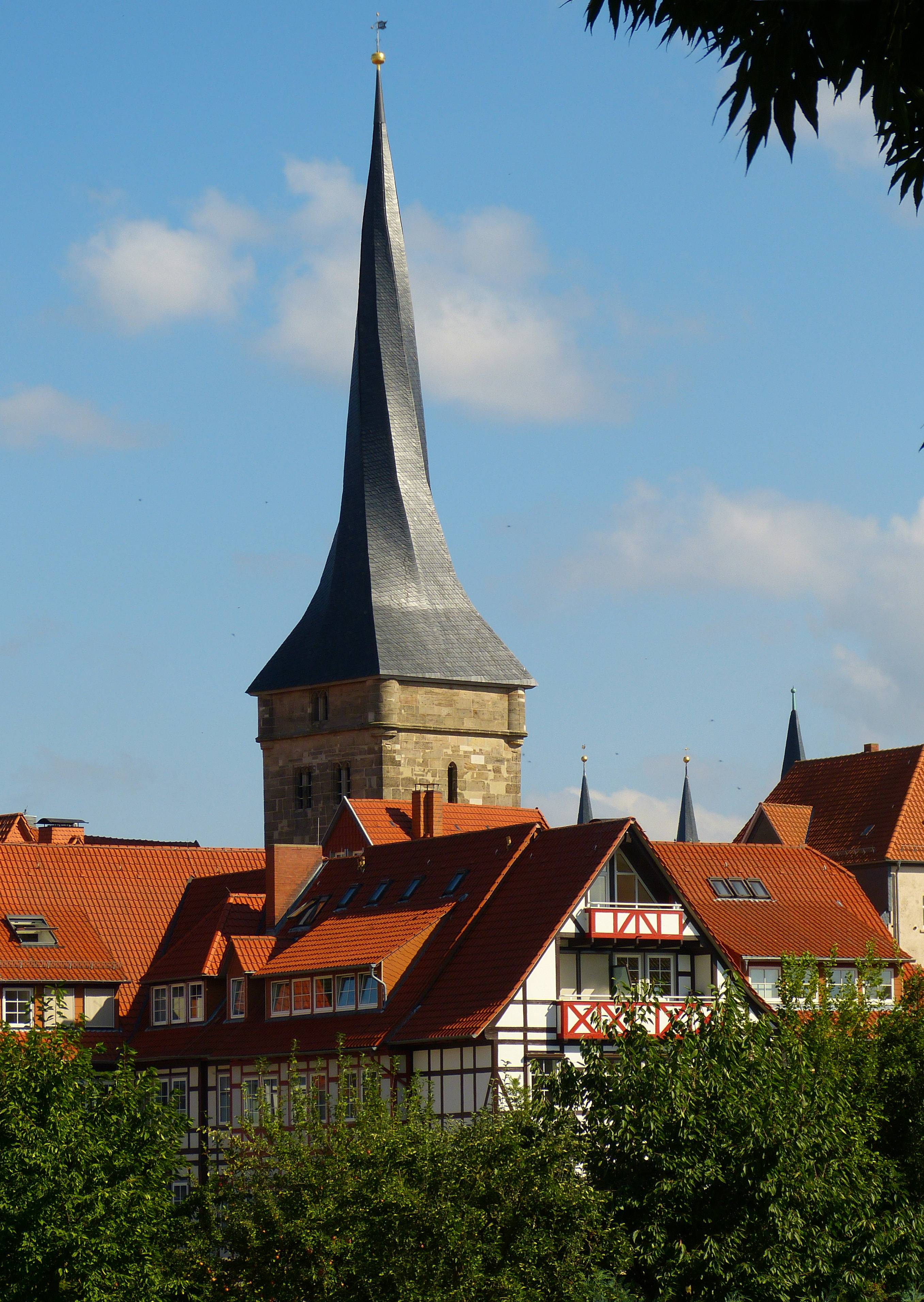
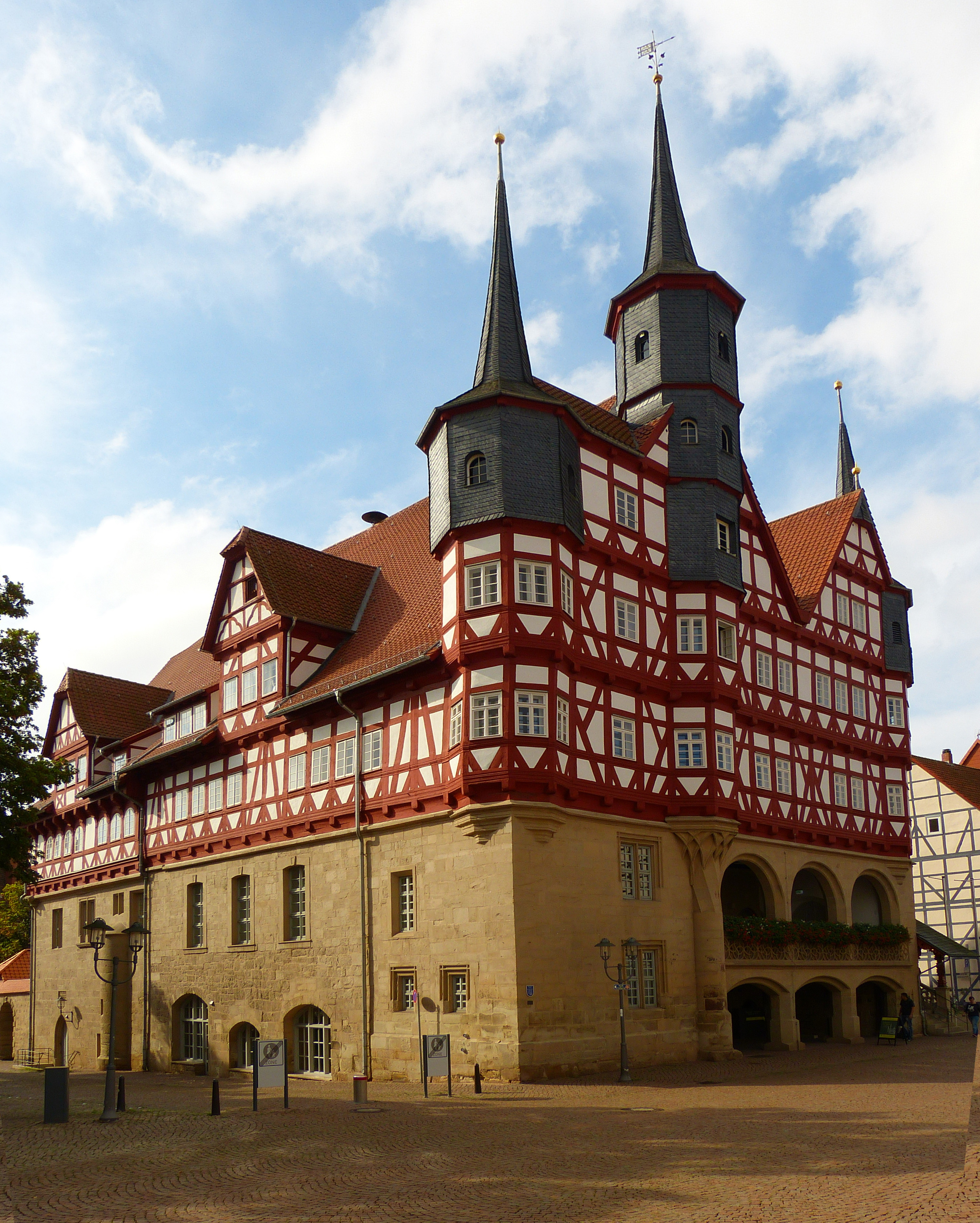
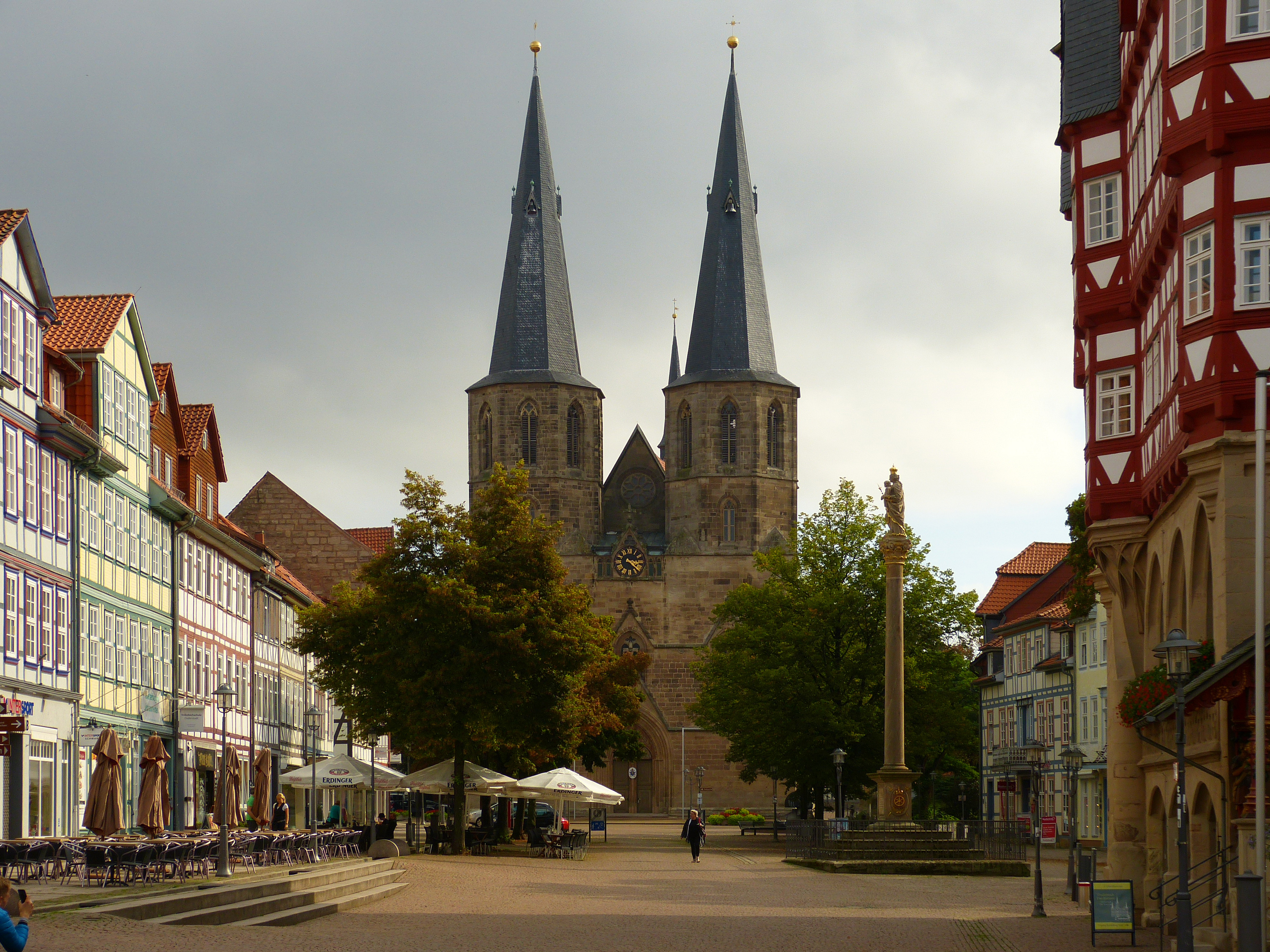
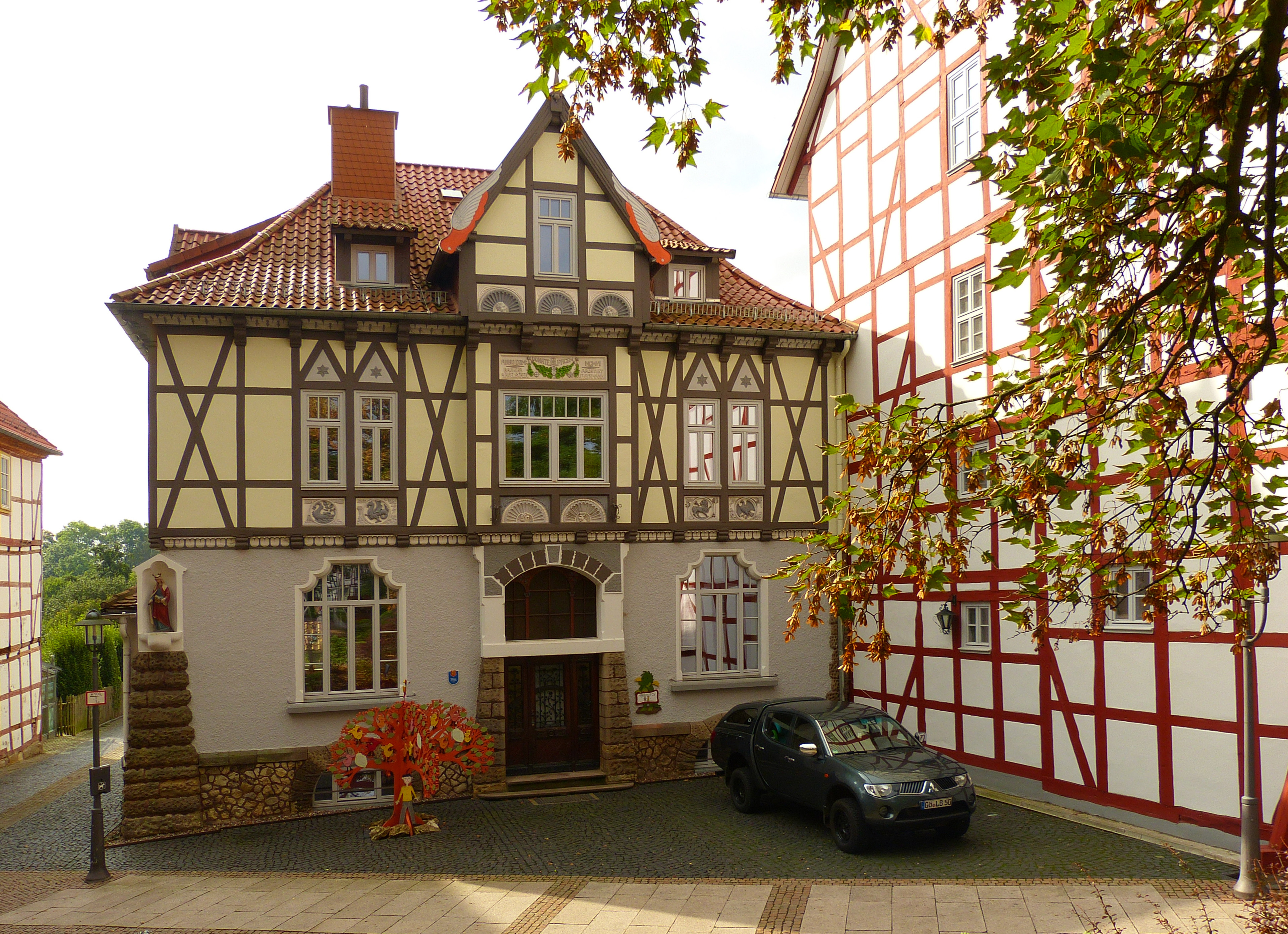
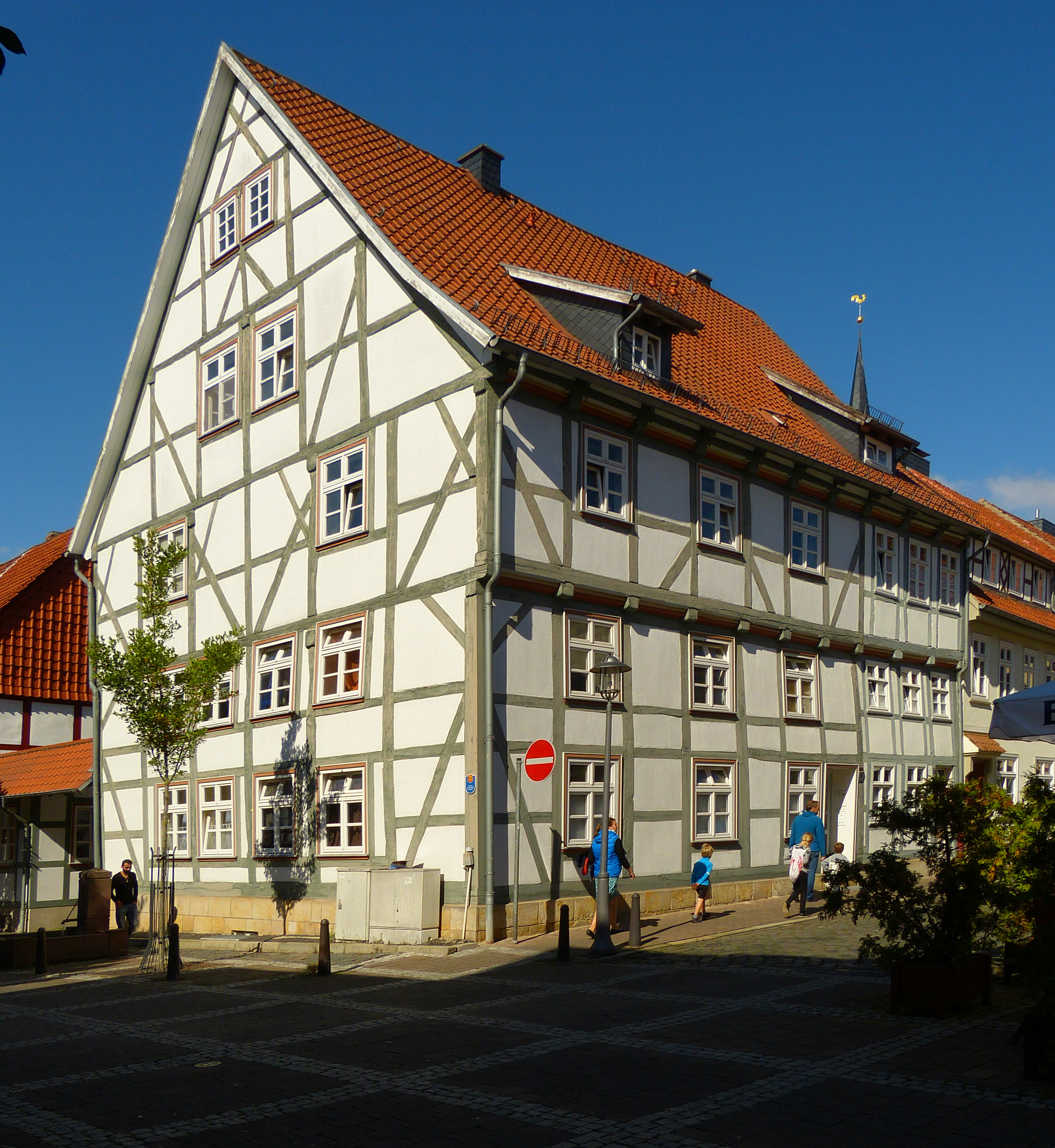
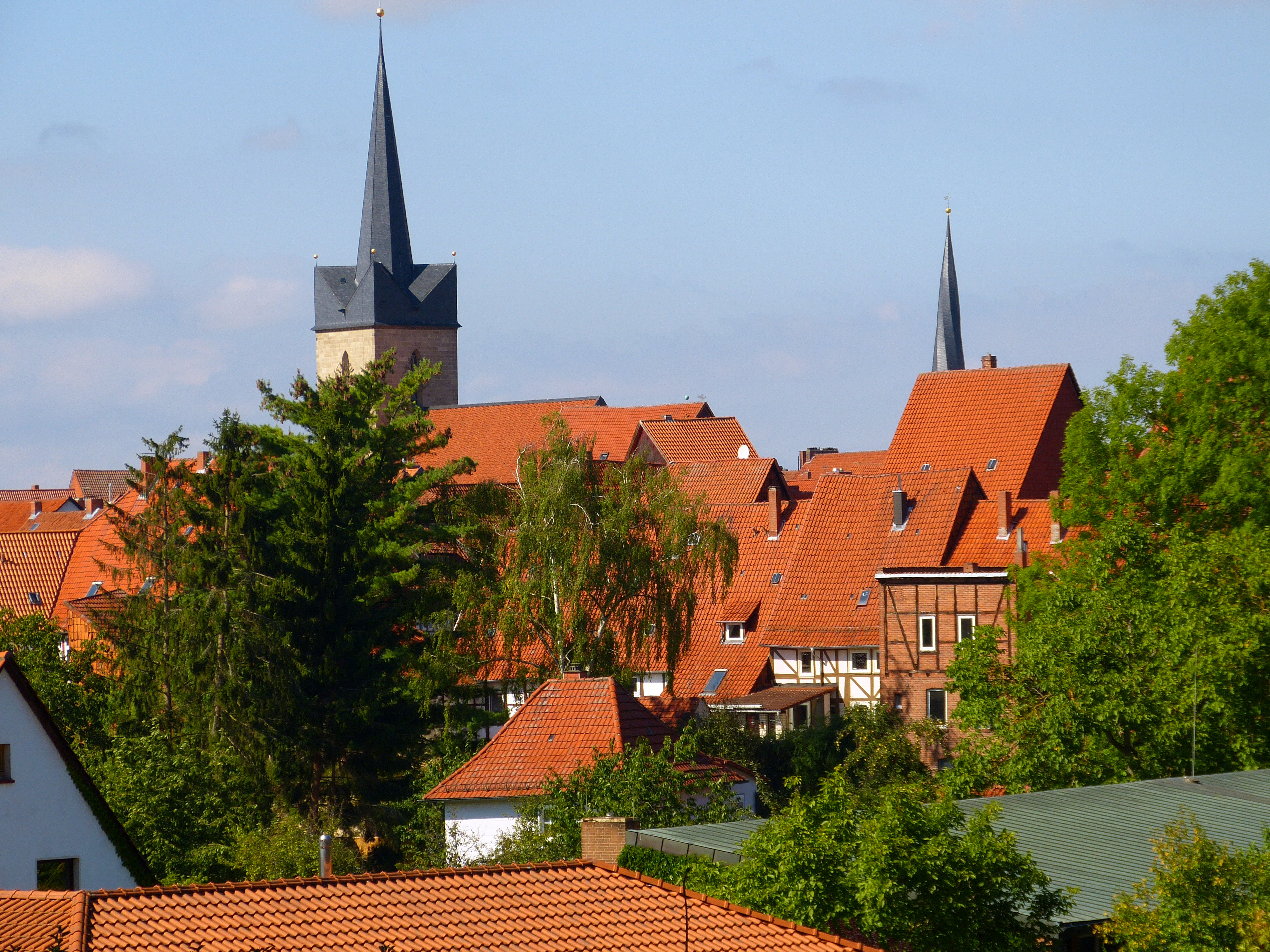
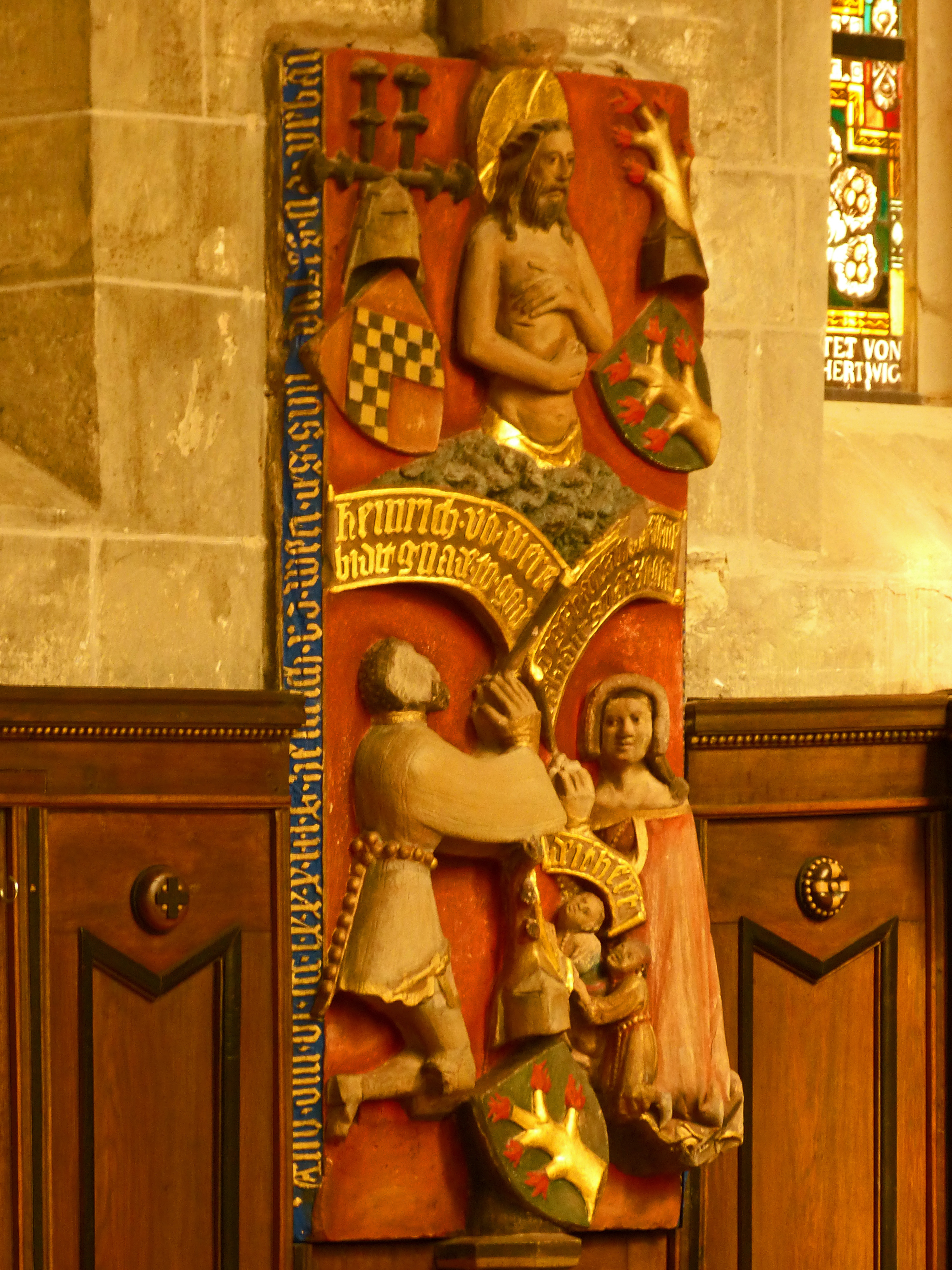
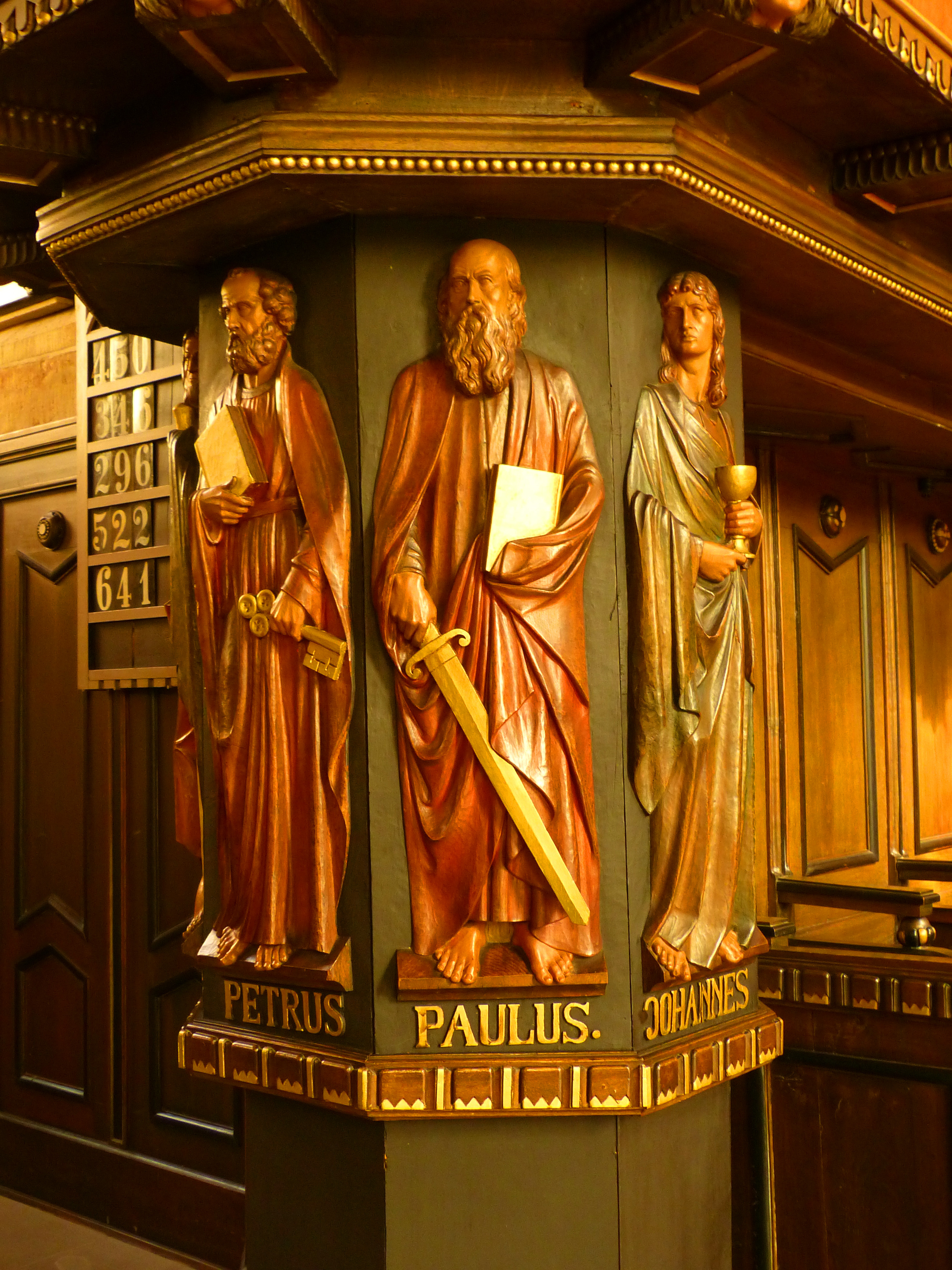

## Współpraca
Miejscowości partnerskie
- Combs-la-Ville, Francja
- Gernrode, Turyngia (dzielnica Tiftlingerode)
- Kartuzy, Polska
- Tauberbischofsheim, Badenia-Wirtembergia